# Вълкан Дапчев
Вълкан Димитров Дапчев е български политически офицер, генерал-майор.

## Биография
Роден е на 18 ноември 1926 г. в бургаското село Крушевец. От 9 септември 1944 г. е член на РМС, а от 1946 г. и на БКП. Завършва търговската гимназия в Бургас. Между юни 1946 и ноември 1947 г. е член на Областния комитет на РМС в Бургас. След това учи в Народната школа за запасни офицери „Христо Ботев“ (ноември 1947 – януари 1948). От януари до март 1948 г. изкарва курс за политически офицери. След това до септември 1948 г. е политическо уредник-школник. Между септември 1948 и ноември 1950 г. е инструктор отделение „Кадри“ на политическия отдел на Военновъздушните сили на България. В периода ноември 1950 – ноември 1954 г. е заместник-командир по политическата част на единадесети изтребителен авиополк в Габровница. Завършва Военната академия в София (ноември 1954 – ноември 1957). Между ноември 1957 и юли 1958 г. е старши инструктор в отделение „Организационно-инструкторско“ при Главното политическо управление на БНА. От юли 1958 е инспектор в Организационно-инструкторския отдел на Главното политическо управление на БНА. В периода 1964 – 1969 г. е заместник-командир по политическата част на десети смесен авиационен корпус. Защитил е докторска дисертация във Военната академия. След като се пенсионира става началник на политическия отдел на БГА „Балкан“. От 1974 г. освен началник на политическия отдел е и парторг на ЦК на БКП в БГА „Балкан“. По това време е с чин полковник. След това работи в Комитета за култура. Умира на 20 март 2013 г. в София. Пише редици книги като „Летци“, „Минало несвършено“, „Наричат ни утописти“. Награждаван е с орден „9 септември“ – I ст. (1976).

## Образование
- Търговска гимназия, Бургас (септември 1944 – юни 1946)
- Народна школа за запасни офицери „Христо Ботев“ (ноември 1947 – януари 1948)
- Военна академия „Г.С.Раковски“, Политически факултет (ноември 1954 – ноември 1957)